# Waddah al-Yaman
Waḍḍāḥ al-Yaman (in arabo وضّاح اليمن‎?), il cui nome completo era ʿAbd al-Raḥmān b. Ismāʿīl al-Khawlānī (in arabo عبدالرحمن بن اسماعيل الخولاني‎?; fl. VII-VIII secolo) è stato un poeta yemenita vissuto nel VII e VIII secolo, noto per la sua poesia erotica.
Di illustre famiglia
Fu fatto assassinare nel 708 dal califfo omayyade al-Walīd I sotto l'accusa di avere avuto relazioni con sua moglie e cugina Umm al-Banīn..